# 住吉綱主
住吉 綱主（すみのえ の つなぬし）は、奈良時代から平安時代初期にかけての貴族。氏姓は池原公のち住吉朝臣。名は縄主とも記される。官位は従四位下・近衛少将。

## 経歴
延暦4年（785年）外従五位下・近衛将監に叙任され、同年11月には外従五位上と続けて昇叙される。その後長く近衛将監を務める傍らで、下総大掾・常陸大掾と地方官を兼ね、延暦9年（790年）には内位の従五位下に叙せられている。延暦10年（791年）池原氏・上毛野氏の両氏は豊城入彦命の子孫であること、またその子孫は東国で6系統に分かれ居住地に因んで賜姓を受けていることから、居住地の摂津国住吉郡（現在の大阪市住吉区および住之江区）に因んで住吉朝臣の賜姓を申請し、兄弟1名と共にこれを許されている。
その後、延暦14年（795年）従五位上、延暦18年（799年）正五位下と昇進し、従四位下・近衛少将に至る。 延暦24年（805年）2月10日卒去。享年77。最終官位は散位従四位下。

## 人物
弓術が得意であったことから近衛府の官人となり、近衛将曹・近衛将監を歴任した。公務に精勤し、宿衛を怠ることが無く、近衛府の士卒の信頼を得て近衛少将にまで昇った。鷹犬を愛好したという。

## 官歴
『六国史』による。
- 時期不詳：近衛将曹。正六位上
- 延暦4年（785年） 9月8日：外従五位下。10月12日：近衛将監。11月25日：外従五位上
- 延暦8年（789年） 2月4日：兼下総大掾
- 延暦9年（790年） 2月26日：従五位下（内位）
- 延暦10年（791年） 正月22日：兼常陸大掾。4月5日：池原公から朝臣に改姓
- 延暦14年（795年） 10月28日：従五位上
- 延暦18年（799年） 5月8日：正五位下
- 時期不詳：従四位下。近衛少将
- 延暦24年（805年） 正月21日：賜度一人。2月10日：卒去（散位従四位下）